# رمسی آنجلا
رمسی آنجلا (هلندی: Ramsey Angela؛ زادهٔ ۶ نوامبر ۱۹۹۹) دونده اهل هلند است که در مسابقات کشوری و بین‌المللی در مجموع برندهٔ ۲ مدال طلا، ۱ مدال نقره شده‌است.